# Прим Дечембрије (Илфов)
Прим Дечембрије (рум. Prim Decembrie) насеље је у Румунији у округу Илфов. Oпштина се налази на надморској висини од 64 m.

## Становништво
Према подацима из 2011. године у насељу је живело 9537 становника.